# Хальцидиды
Хальцидиды (лат. Chalcididae) — семейство паразитических наездников надсемейства Chalcidoidea из подотряда стебельчатобрюхие отряда перепончатокрылые.

## Описание
Размеры мелкие, средине и крупные (от 1,5 до 15 мм), включая самых крупных представителей среди всего надсемейства Chalcidoidea. Крылья с сильно редуцированным жилкованием. Задние бёдра увеличенные. лапки состоят из пяти сегментов. Основная окраска чёрная, или чёрная с жёлтыми, красными или белыми отметинами.Паразиты куколок Lepidoptera, личинок Diptera. Могут быть использованы в качестве агентов биологического контроля.

## Систематика
5 подсемейств. Мировая фауна включает 87 родов и около 1460 видов, в Палеарктике — 30 родов и около 270 видов. Фауна России включает 13 родов и 36 видов наездников этого семейства.
Первого представители этого семейства описал около 250 лет назад шведский натуралист Карл Линней и назвал его первоначально Vespa minuta Linnaeus, 1767 (ныне это Brachymeria minuta). Датский энтомолог Иоган Фабриций (Fabricius, 1787) впервые ввёл в обиход термин «Chalcis», от которого позднее были установлены все имена таксонов уровня семейства в составе Chalcidoidea. Сначала французский энтомолог Пьер Латрейлль (Latreille, 1817) формально установил название Chalcidites, которое позднее было исправлено на Chalcididae. В 1862 году английский энтомолог Френсис Уолкер (Walker, 1862) впервые ввёл в научную терминологию современное название семейства Chalcididae. В 1896 году Американский энтомолог Уильям Харрис Эшмид (William Harris Ashmead) установил надсемейство Chalcidoidea.

### Подсемейства и трибы
- Chalcidinae (Chalcidini, Brachymeriini, Cratocentrini, Phasgonophorini)
- Dirhininae (Dirhinini, Aplorhinini)
- Epitraninae
- Haltichellinae (Haltichellini, Hybothoracini, Tropimeridini)
- Smicromorphinae

### Список родов
- Подсемейство Chalcidinae

Роды:
Acanthochalcis, Acrocentrus, Brachymeria, Caenobrachymeria, Chalcis, Conura, Corumbichalcis, Cratocentrus, Hovachalcis, Marres, Megachalcis, Megalocolus, Melanosmicra, Parastypiura, Phasgonophora, Philocentrus, Pilismicra, Plastochalcis, Spatocentrus, Stenochalcis, Stenosmicra, Stypiura, Trigonura, Trigonurella, Vespomorpha
- Подсемейство Dirhininae

Роды:
Aplorhinus, Dirhinus, Pseudeniaca, Youngaia
- Подсемейство Epitraninae

Род:
Epitranus
- Подсемейство Haltichellinae

Роды:
Allochalcis, Anachalcis, Antrocephalus, Antrochalcis, Aphasganophora, Aspirrhina, Belaspidia, Bucekia, Cephalochalcidia, Chirocera, Ecuada, Euchalcidiella, Euchalcis, Eurycentrus, Halsteadium, Haltichella, Hastius, Hayatiella, Heydoniella, Hockeria, Hybothorax, Indoinvreia, Irichohalticella, Kopinata, Kriechbaumerella, Lasiochalcidia, Nearretocera, Neochalcis, Neohaltichella, Neohybothorax, Neokopinata, Neostomatoceras, Nipponochalcidia, Notaspidiella, Notaspidium, Oxycoryphe, Proconura, Psilochalcidia, Psilochalcis, Rhynchochalcis, Schwarzella, Solenochalcidia, Steffanisa, Steninvreia, Sthulapada, Tainaniella, Tanycoryphus, Tanyotorthus, Thresiaella, Trichoxenia, Tropimeris, Uga, Varzobia, Xenarretocera, Xyphorachidia, Zavoya
- Подсемейство Smicromorphinae

Род:
Smicromorpha

### ВидыВьетнама
- Antrocephalus decipiens
- Antrocephalus lugubris
- Antrocephalus maculipennis
- Antrocephalus nasutus
- Antrocephalus neogalleriae
- Antrocephalus sepyra
- Antrocephalus validicornis
- Brachymeria alternipes
- Brachymeria aurea
- Brachymeria bengalensis
- Brachymeria carinata
- Brachymeria coxodentata
- Brachymeria euploeae
- Brachymeria excarinata
- Brachymeria jambolana
- Brachymeria kamijoi
- Brachymeria lasus
- Brachymeria longiscaposa
- Brachymeria lugubris
- Brachymeria margaroniae
- Brachymeria marmonti
- Brachymeria megaspila
- Brachymeria minuta
- Brachymeria neowiebesina
- Brachymeria olethria
- Brachymeria podagrica
- Brachymeria scutellocarinata
- Brachymeria semirusula
- Brachymeria shansiensis
- Brachymeria taiwana
- Brachymeria wiebesina
- Dirhinus anthracia
- Dirhinus auratus
- Dirhinus claviger
- Dirhinus neoclaviger
- Dirhinus secundarius
- Epitranus narendrani
- Epitranus neonigriceps
- Heydoniella vietnamensis
- Megachalcis vietnamicus
- Notaspidium vietnamicum
- Oxycoryphe neotenax
- Sthulapada neopadata
- Sthulapada vietnamensis
- Tanycoryphus masii
- Другие виды